# Miquel Oslé
Miguel Oslé y Sáenz de Medrano (Barcelona, 1879 - ídem, 13 de marzo de 1960) fue un escultor español. Trabajó en colaboración con su hermano Luciano.

## Biografía
Se inició como aprendiz en el taller de escultura industrial de Josep Bofill, pasando después a la fundición Masriera y Campins, donde ingresó también su hermano Luciano, y donde coincidieron con Manolo Hugué. Asimismo, fueron discípulos de Josep Montserrat. Miquel trabajó también un tiempo con Josep Llimona. Se enmarcaron dentro de un estilo realista de corte académico. Ambos fueron catedráticos de escultura en la Escuela de Bellas Artes de Barcelona.
Recibió numerosas distinciones por su obra: en la Exposición de Bellas Artes de Barcelona de 1896 obtuvo mención honorífica; en 1906, recibió la primera medalla en Madrid con Esclavos; en 1907, primera medalla en Barcelona con Inspiración. Entre su obra conjunta destacan: 
- Monumento a la Exposición, Zaragoza (1909).
- Monumento a Fortuny, Barcelona (1922).
- Monumento a Mosén Jacint Verdaguer, Barcelona (1924).
- Mausoleo de las Heroínas de Santa Bárbara, Gerona (1925).
- Fuente de la Plaza de España, Barcelona (1929).
- Trabajo y Sabiduría, Plaza de Cataluña, Barcelona (1929).
- Monumento a los Caídos en el Foso de Santa Helena del Castillo de Montjuic, Barcelona (1940).
- Escultura de la Virgen en la cúpula de la Basílica de la Merced, Barcelona (1945-1949).
- Placa de las bodas de oro del Fútbol Club Barcelona (1950).
- Capilla del Santísimo, Canet de Mar (1950).